# Jacob Ochtervelt
Jacob Lucasz. Ochtervelt (Rotterdam, 1634 – Amsterdam, 1682) fou un pintor barroc neerlandès, especialitzat en la pintura de gènere.
Nascut a Rotterdam, es va formar segons Arnold Houbraken a Haarlem amb Nicolaes Berchem En qualsevol cas, el 1655 se'l documenta a Rotterdam, contraient matrimoni amb Dirkje Meesters, aquí podria haver estudiat amb Ludolf de Jongh, com revelen les seves primeres obres, i coincidit en el seu taller amb Pieter de Hooch El 1674 es va establir a Amsterdam on romandria ja fins a la seva mort, enterrat l'1 de maig de 1682 en la capella Nieuwezijds.
Encara que se li coneixen alguns retrats col·lectius com el dels Regents de la leproseria d'Amsterdam, datat el 1674 (Amsterdam Museum), el característic de la seva producció són les escenes de gènere situades en interiors burgesos, protagonitzades comunament per dones joves elegantment vestides, sovint amb alguna peça amb un color vermell viu i confrontades amb altres figures de classe social baixa en composicions com Els jugadors del Rijksmuseum o La venedora de raïms de l'Ermitage, localitzades en el llindar de la casa familiar al que treuen el cap músics de carrer i venedors ambulants.